# Karolinger

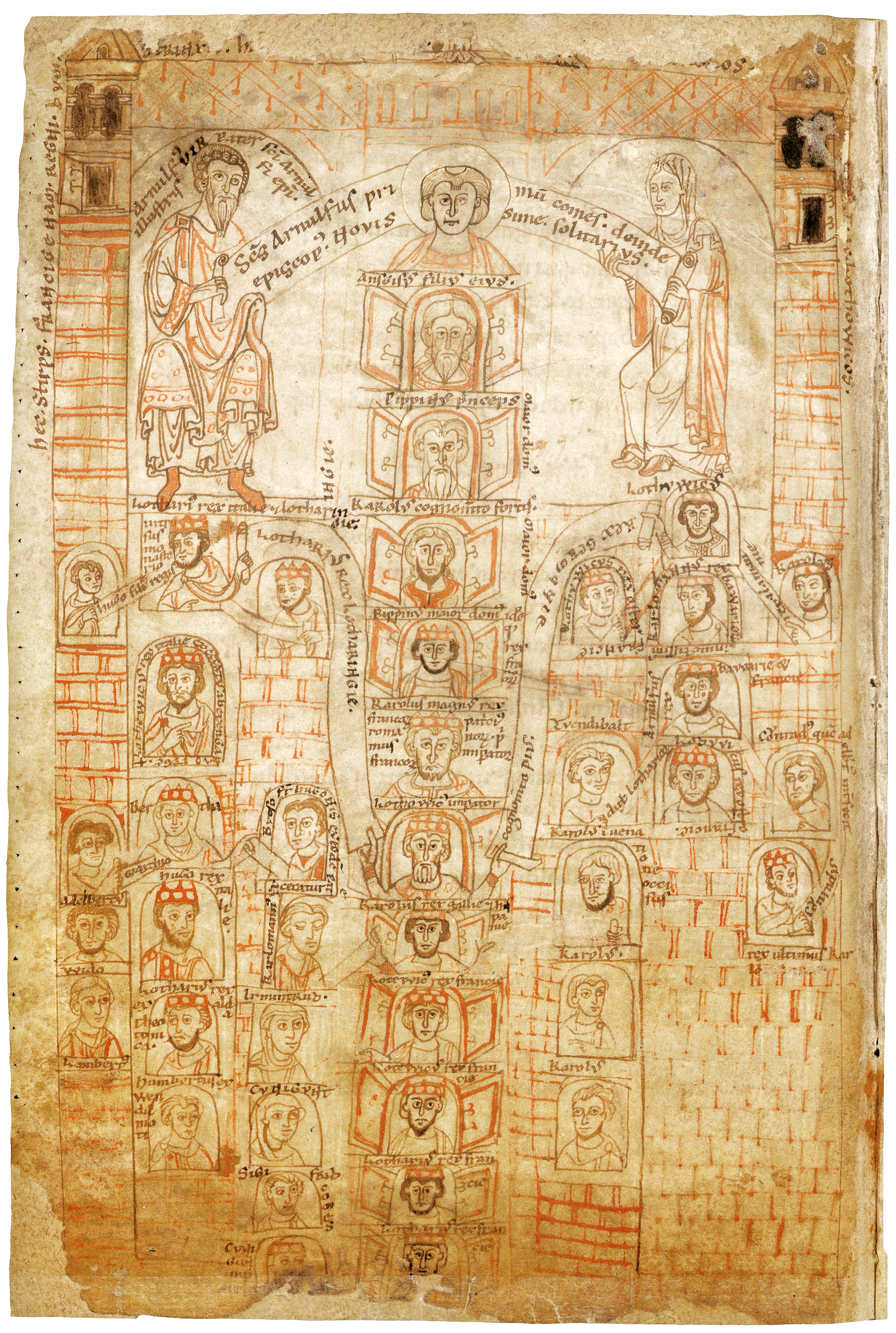
Stammtafel der Karolinger aus der zweiten Hälfte des 12. Jahrhunderts. Ekkehard von Aura, Chronicon universale, Berlin, Staatsbibliothek, Ms. lat. fol. 295, fol. 80v

Karolinger ist der auf Karl Martell zurückgehende Hausname des Herrschergeschlechts der westgermanischen Franken, das ab 751 im Frankenreich die Königswürde innehatte. Sein berühmtester Vertreter war Karl der Große, von dem die späteren karolingischen Herrscher abstammten. Nach der Teilung des Karolingerreichs im Jahr 843 regierten die Karolinger im Ostfrankenreich bis zu ihrem dortigen Aussterben im Jahr 911, im Westfrankenreich mit zwei Unterbrechungen bis zum Dynastiewechsel von 987, der die Kapetinger an die Macht brachte. Im Herzogtum Niederlothringen herrschte noch bis ins frühe 11. Jahrhundert ein Seitenzweig der westfränkischen Karolinger. Mit diesem starb das Karolingergeschlecht im Mannesstamm aus (wenn man nur die nachfolgeberechtigten ehelichen Söhne berücksichtigt). Nicht thronfähige Nachkommen unehelicher Kinder der karolingischen Herrscher sowie Nachkommen Karls des Großen in weiblicher Linie existieren jedoch in großer Zahl.

## Name
Als die Karolinger regierten, wurden sie in den Quellen oft als Nachkommen Karls des Großen bezeichnet, aber den Begriff Karolinger als Bezeichnung für einen Abstammungsverband gab es noch nicht. Diese Bezeichnung wurde erst nachträglich eingeführt, wobei man offenbar auf die Rolle Karls des Großen als Urahn der späteren Karolinger und auf den Leitnamen Karl Bezug nahm. Im Ostfrankenreich tauchte erst in der zweiten Hälfte des 10. Jahrhunderts bei dem Geschichtsschreiber Widukind von Corvey die Bezeichnung Karoli (Karle) auf; er nannte um 965 den 911 gestorbenen letzten ostfränkischen karolingischen König, Ludwig das Kind, „ultimus Karolorum apud orientales Francos“, Letzter der Karle bei den Ostfranken. In Frankreich, wo die Herrschaft der Karolinger 987 geendet hatte, bezeichnete bald darauf der Geschichtsschreiber Richer von Reims die Könige der Vergangenheit als „Karle“. Daraus wurden später die lateinischen Namensformen Karlenses, Karlingi, Karolini und schließlich auch Karolingi, woraus dann das deutsche Wort Karolinger abgeleitet wurde.

## Geschichte
Ahnherren der Karolinger waren Arnulf von Metz aus dem Geschlecht der Arnulfinger und Pippin der Ältere aus dem Geschlecht der Pippiniden. Die Karolinger herrschten bereits ab 639 mit Unterbrechungen im Frankenreich, jedoch nicht als Könige, sondern nur als Hausmeier der Merowinger, deren alleiniger Anspruch auf die Königswürde weiterhin respektiert wurde. Bis zur Mitte des achten Jahrhunderts konnten die Karolinger ihre Macht so weit ausbauen, dass sie sich schließlich des nominellen merowingischen Königtums entledigen konnten. Pippin der Jüngere wurde 751 mit päpstlicher Unterstützung von den fränkischen Adligen zum König der Franken akklamiert, der letzte Merowinger wurde abgesetzt. Man nahm ihm symbolisch das Königsheil, indem seine Haare geschoren und er in ein Kloster verbannt wurde. Dieser Dynastiewechsel bedeutete eine mit dem Gedanken des Gottesgnadentums begründete Abweichung von der Vorstellung des Geblütsrechts, die aber weiterhin lebendig blieb und nun auf die neue Dynastie übertragen wurde. Sein Sohn Karl wurde im Jahr 771 Alleinherrscher über das Frankenreich. Sein Ziel war es von Anfang an, alle germanischen Stämme in einem Reich zu vereinen. Dies erreichte er fast mit der Unterwerfung der Bayern und der Langobarden. Sein Ziel erreichte er 32 Jahre später, als er schließlich die heidnischen Sachsen unterwarf, die danach christlich werden mussten. Karl wurde am 25. Dezember 800 in Rom vom Papst Leo III. zum Kaiser gesalbt und gekrönt. Bald darauf wurde er auch als Karl der Große bezeichnet.

Stammtafel der Karolinger von 877–987 (links) und ihre verwandtschaftliche Beziehung zu den Liudolfingern (Mitte; Ostfranken) und den Kapetingern (rechts; Westfranken)

Auf Karl den Großen folgte 814 Ludwig der Fromme als Kaiser, da Karls ältere Söhne Karl der Jüngere und Pippin der Bucklige bereits vor Karl verstarben. Noch zu Lebzeiten Ludwigs des Frommen erhoben sich seine Söhne Lothar I., Ludwig II., Pippin und Karl II. der Kahle in verschiedenen Koalitionen gegen ihren Vater und bekämpften sich gegenseitig (siehe: Innerdynastische Kämpfe der Karolinger 830–842), wobei der Rang des Kaisers, den Lothar seit 817 als Mitkaiser seines Vaters innehatte, nie in Frage gestellt wurde. 843 einigten sich die drei übrig gebliebenen Brüder Lothar I., Ludwig II. und Karl II. im Vertrag von Verdun auf eine Teilung der Herrschaft, jedoch nicht des Reiches. Nachdem Lothars Söhne ohne Erben verstorben waren, wurde die Herrschaft im Vertrag von Meerssen 870 zwischen Karl II. und Ludwig II. erneut geteilt. Karl III. der Dicke, König von Ostfranken, einte 885 kurzfristig beide Teile Frankens. Als Kaiser folgten ihm Arnulf von Kärnten und Ludwig III. der Blinde. Danach erloschen die Karolinger als Kaisergeschlecht.
Das Geschlecht der Karolinger beherrschte in unterschiedlichen Konstellationen bis 987 Mitteleuropa und prägte die frühmittelalterliche Welt entscheidend mit. Ausgehend vom fränkischen Erbschaftsrecht, welches keinen automatischen Primat des Erstgeborenen vorsah, wurde das Frankenreich nach dem Tode Karls des Großen mehrfach geteilt. Der Vertrag von Verdun 843 kann als der Ausgangspunkt der Länderentstehung Frankreichs und Deutschlands angesehen werden. Mit den Teilungen und dem Vertrag von Coulaines im westlichen Frankenreich ging ein Machtzuwachs des fränkischen Adels einher, der stets versuchte, Teilungspläne zu seinen Gunsten zu beeinflussen. Waren es die Karolinger, die das Angesicht Europas so prägten, dass ihr Einfluss noch auf über 1200 Jahre hinaus sichtbar sein sollte, so liegt in ihrer Herrschaft auch der Ursprung der föderativen und dezentralen Verfassung und Herrschaftsausübung auf dem Gebiet des heutigen Deutschland begründet.
Als die ostfränkische Linie 911 mit Ludwig dem Kind ausstarb, folgten erst mit dem Frankenherzog Konrad I. ein Konradiner und ab 919 mit dem Herzog der Sachsen Heinrich I. die Liudolfinger nach, die später Ottonen genannt wurden. Im Westfrankenreich waren noch bis 987 Karolinger an der Macht, dann wurden sie von den Kapetingern verdrängt.
Der Stil der Baukunst dieser Zeit, eine Form der Vorromanik, wird „karolingischer Baustil“ genannt. Die zur Zeit Karls des Großen entstandene Buch- und Verwaltungsschrift wird als karolingische Minuskel bezeichnet.
Wichtige erzählende Quellen stellen unter anderem Einhards Biographie Karls des Großen, diverse Annalen (unter anderem die sogenannten Reichsannalen, die Metzer Annalen, die Annalen von St. Bertin und die Annales Fuldenses), mehrere Chroniken (wie die des Regino von Prüm) und Nithards Historien dar.

## Herrscher

### Pippinidische und karolingische Hausmeier
- Pippin der Ältere (580–640)
- Grimoald der Ältere (643–662)
- Pippin der Mittlere (687–714)
- Karl Martell (714–741)
- Karlmann (741–747)
- Pippin der Jüngere (741–751)

### Karolingische Könige
- Pippin der Jüngere (751–768)
- Karlmann I. (768–771)
- Karl der Große (768–800)
- Karl der Jüngere (800–811)

### Karolingische Kaiser
- Karl der Große (800–814)
- Ludwig I. der Fromme (813/814–840)
- Lothar I. (840–855)
- Ludwig II. von Italien (855–875)
- Karl II. der Kahle (875–877)
- Karl III. der Dicke (881–888)
- Arnulf von Kärnten (896–899)
- Ludwig III. (der Blinde) (901–905)
- Berengar I. (915–924)

### Könige des Ostfrankenreichs
- Ludwig II. der Deutsche (843–876)
- Karlmann (876–880)
- Ludwig III. der Jüngere (876–880/882)
- Karl III. der Dicke (876–887)
- Arnulf von Kärnten (887–899)
- Ludwig IV. das Kind (893–911)

### Könige Italiens
- Karl der Große (774–814)
- Pippin, Mitkönig (781–810)
- Bernhard (813–818)
- Lothar I. (818–855)
- Ludwig II. (844–875)
- Karl II. der Kahle (875–877)
- Karlmann (877–879)
- Karl III. der Dicke (879–887)
- Berengar I. (888–889, 896–901)
- Ludwig III. (der Blinde) (900–905)
- Berengar I. (905–924)

### Könige von Lothringen
- Lothar I. (843–855)
- Lothar II. (855–869)
- Zwentibold (895–900)

### Könige des Westfrankenreichs
- Karl II. der Kahle (843–877)
- Ludwig II. der Stammler (877–879)
- Ludwig III. (879–882)
- Karlmann (866–884)
- Karl III. der Dicke (885–887)
- Karl III. der Einfältige (898–923)
- Ludwig IV. der Überseeische (936–954)
- Lothar (954–986)
- Ludwig V. der Nichtstuer (986–987)

### Könige von Aquitanien
- Ludwig der Fromme (778–814)
- Pippin I. (817–838)
- Pippin II. (838–848)
- Karl das Kind (848–866)

### Könige von Niederburgund
- Ludwig III. der Blinde (um 882–905) (Buviniden)
- Hugo I. (905–947)
- Lothar II. (947–950)
- Karl (950–963)

### Herzöge von Niederlothringen
- Karl (von Frankreich) (978–991)
- Otto (991–1005/06)

### Sonstige Herrscher
- Karl, König der Provence (855–863) (Niederburgund)
- Karlmann, König von Bayern (876–880)

## Die Grafen von Vermandois
Während die herrschenden Linien der Karolinger erloschen, überlebte ein Zweig der Karolinger – die Grafen von Vermandois – selbst das Haus der Liudolfinger (Ottonen), die die Karolinger in der Herrschaft über das Ostfrankenreich abgelöst hatten. Diese Linie der Karolinger leitet sich von Bernhard, (Unter-)König von Italien (812–818), ab. Dieser war ein außerehelicher Sohn des Pippin, der von 781 bis 810 (Unter-)König von Italien war, und ein Enkel Karls des Großen.
Der letzte männliche Nachkomme dieses Hauses – und damit der Karolinger – Graf Eudes, starb nach 1085. Seine Schwester, Adelaide Gräfin von Vermandois und Valois († 1120/24) brachte diese Grafschaften in ihre Ehe mit Hugo von Frankreich (* 1057; † 1101) ein, der das zweite Haus Vermandois begründete.